# オハヨー!ほっかいどう
オハヨー!ほっかいどうは、STVラジオで1975年4月7日から2021年3月26日まで平日の朝に放送していたラジオ番組。
これまで、STVラジオの朝の時間帯に放送されていた、いわゆる細切れ番組（ミニ番組）を整理して、STVラジオとして、初めての朝の生ワイド番組として放送を開始したもの。1983年4月9日から2016年4月2日までは土曜版としてオハヨー!土曜日を放送していた。後番組は『北海道ライブ あさミミ!』。

## 放送時間
| 期間                   | 放送時間                                                       |
| ---------------------- | -------------------------------------------------------------- |
| 1975年4月 - 1976年4月  | 月曜日 - 土曜日 7:00 - 9:00                                    |
| 1976年4月 - 1980年3月  | 月曜日 - 金曜日 7:00 - 9:00                                    |
| 1980年4月 - 1984年3月  | 月曜日 - 金曜日 7:30 - 9:00                                    |
| 1984年4月 - 1986年9月  | 月曜日 - 金曜日 6:30 - 9:00                                    |
| 1986年10月 - 1998年3月 | 月曜日 - 金曜日 6:15 - 9:00                                    |
| 1998年4月 - 2001年3月  | 月曜日 - 金曜日 5:00 - 9:00 大学受験ラジオ講座終了後に伴う     |
| 2001年4月 - 2003年3月  | 月曜日 - 金曜日 6:00 - 9:00                                    |
| 2003年4月 - 2016年3月  | 月曜日 - 金曜日 5:30 - 9:00                                    |
| 2016年4月 - 2021年3月  | 月曜日 - 金曜日 5:30 - 8:30 リクエストプラザ放送時間拡大に伴う |

## パーソナリティ
最終期担当者
- 月 - 水曜 和久井薫、兼子真衣
- 木・金曜 永井公彦、渋谷奈々子

### 歴代担当者
| 期間 | 期間      | パーソナリティ                                     | パーソナリティ                                     | パーソナリティ                        | パーソナリティ                  | パーソナリティ |
| 期間 | 期間      | 月・火曜                                           | 水曜                                               | 木曜                                  | 金曜                            | 土曜           |
| --- | --------- | -------------------------------------------------- | -------------------------------------------------- | ------------------------------------- | ------------------------------- | -------------- |
| 1975.4.7 | 1976.4.30 | 長南敏雄                                           | 長南敏雄                                           | 池上公介                              | 池上公介                        | 小林裕幸       |
| 1976.5.3 | 1981.9.30 | 安藤よしお 村沢普恵 南川則子                       | 安藤よしお 村沢普恵 南川則子                       | 安藤よしお 村沢普恵 南川則子          | 安藤よしお 村沢普恵 南川則子    | （放送なし）   |
| 1981.10.1 | 1982.3.31 | 安藤よしお 南川則子                                | 安藤よしお 南川則子                                | 安藤よしお 南川則子                   | 安藤よしお 南川則子             | （放送なし）   |
| 1982.4.1 | 1982.9.30 | 安藤よしお 御代和恵                                | 安藤よしお 御代和恵                                | 安藤よしお 御代和恵                   | 安藤よしお 御代和恵             | （放送なし）   |
| 1982.10.1 | 1985.3.29 | 安藤よしお 渡辺里絵                                | 安藤よしお 渡辺里絵                                | 安藤よしお 渡辺里絵                   | 安藤よしお 渡辺里絵             | （放送なし）   |
| 1985.4.1 | 1987.3.31 | 高野義雄 呉藤和子                                  | 高野義雄 呉藤和子                                  | 高野義雄 呉藤和子                     | 高野義雄 呉藤和子               | （放送なし）   |
| 1987.4.1 | 1988.9.30 | 巻山晃 高野美佐                                    | 巻山晃 高野美佐                                    | 巻山晃 高野美佐                       | 巻山晃 高野美佐                 | （放送なし）   |
| 1988.10.3 | 1989.9.29 | 巻山晃 本谷節子                                    | 巻山晃 本谷節子                                    | 巻山晃 本谷節子                       | 巻山晃 本谷節子                 | （放送なし）   |
| 1989.10.2 | 1991.3.29 | 巻山晃 船守小智子                                  | 巻山晃 船守小智子                                  | 巻山晃 船守小智子                     | 巻山晃 船守小智子               | （放送なし）   |
| 1991.4.1 | 1991.9.30 | 巻山晃 高山幸代                                    | 巻山晃 高山幸代                                    | 巻山晃 高山幸代                       | 巻山晃 高山幸代                 | （放送なし）   |
| 1991.10.1 | 1993.9.30 | 巻山晃 神原智己                                    | 巻山晃 神原智己                                    | 巻山晃 神原智己                       | 巻山晃 神原智己                 | （放送なし）   |
| 1993.10.1 | 1994.9.30 | 巻山晃 瀬尾和子                                    | 巻山晃 瀬尾和子                                    | 巻山晃 瀬尾和子                       | 巻山晃 瀬尾和子                 | （放送なし）   |
| 1994.10.3 | 1996.9.30 | 巻山晃 内山佳子                                    | 巻山晃 内山佳子                                    | 巻山晃 内山佳子                       | 巻山晃 内山佳子                 | （放送なし）   |
| 1996.10.1 | 1997.3.31 | 巻山晃 鈴木亜紀                                    | 巻山晃 鈴木亜紀                                    | 巻山晃 鈴木亜紀                       | 巻山晃 鈴木亜紀                 | （放送なし）   |
| 1997.4.1 | 1998.3.31 | 巻山晃 矢野聖子                                    | 巻山晃 矢野聖子                                    | 巻山晃 矢野聖子                       | 巻山晃 矢野聖子                 | （放送なし）   |
| 1998.4.1 | 1999.3.31 | 巻山晃 熊谷明美 相川聡（5時台）                    | 巻山晃 熊谷明美 相川聡（5時台）                    | 巻山晃 熊谷明美 相川聡（5時台）       | 巻山晃 熊谷明美 相川聡（5時台） | （放送なし）   |
| 1999.4.1 | 2001.3.30 | 巻山晃 桐田咲智代 相川聡（5時台担当）              | 巻山晃 桐田咲智代 相川聡（5時台担当）              | 巻山晃 桐田咲智代 相川聡（5時台担当） | 永井公彦 吉田眞理子 柳澤利幸    | （放送なし）   |
| 2001.4.2 | 2001.9.28 | 巻山晃 桐田咲智代                                  | 巻山晃 桐田咲智代                                  | 巻山晃 桐田咲智代                     | 永井公彦 吉田眞理子             | （放送なし）   |
| 2001.10.1 | 2002.3.29 | 巻山晃 急式裕美                                    | 巻山晃 急式裕美                                    | 巻山晃 急式裕美                       | 永井公彦 吉田眞理子             | （放送なし）   |
| 2002.4.1 | 2003.9.30 | 巻山晃 急式裕美                                    | 巻山晃 急式裕美                                    | 巻山晃 急式裕美                       | 永井公彦 急式裕美               | （放送なし）   |
| 2003.10.1 | 2004.3.31 | 巻山晃 日下部愛                                    | 巻山晃 日下部愛                                    | 巻山晃 日下部愛                       | 永井公彦 日下部愛               | （放送なし）   |
| 2004.4.1 | 2005.3.31 | 巻山晃 増川愛美                                    | 巻山晃 増川愛美                                    | 巻山晃 増川愛美                       | 永井公彦 増川愛美               | （放送なし）   |
| 2005.4.1 | 2006.3.31 | 巻山晃 相本幸子                                    | 巻山晃 相本幸子                                    | 巻山晃 相本幸子                       | 宮永真幸2 相本幸子              | （放送なし）   |
| 2006.4.3 | 2006.9.29 | 巻山晃3 奈良愛美                                   | 巻山晃3 奈良愛美                                   | 巻山晃3 奈良愛美                      | 宮永真幸2 寺田あやこ2           | （放送なし）   |
| 2006.10.2 | 2007.9.28 | 巻山晃3 奈良愛美                                   | 巻山晃3 奈良愛美                                   | 巻山晃3 奈良愛美                      | 宮永真幸2・4 宮田愛子2          | （放送なし）   |
| 2007.10.1 | 2008.9.30 | 巻山晃 宮田愛子                                    | 巻山晃 宮田愛子                                    | 巻山晃 宮田愛子                       | 宮永真幸2 渋谷もなみ            | （放送なし）   |
| 2008.10.1 | 2010.4.2  | 巻山晃 西森千芳                                    | 巻山晃 西森千芳                                    | 喜瀬ひろし2 渋谷もなみ                | 喜瀬ひろし2 渋谷もなみ          | （放送なし）   |
| 2010.4.5 | 2011.3.31 | 巻山晃 石岡愛美                                    | 巻山晃 石岡愛美                                    | 喜瀬ひろし2 渋谷もなみ                | 喜瀬ひろし2 渋谷もなみ          | （放送なし）   |
| 2011.4.1 | 2012.3.30 | 巻山晃 宮田愛子5                                   | 巻山晃 宮田愛子5                                   | 喜瀬ひろし 宮田愛子                   | 喜瀬ひろし 宮田愛子             | （放送なし）   |
| 2012.4.2 | 2012.6.29 | 巻山晃 宮田愛子5                                   | 巻山晃 宮田愛子5                                   | 千秋幸雄 宮田愛子                     | 千秋幸雄 宮田愛子               | （放送なし）   |
| 2012.7.2 | 2012.8.31 | 千秋幸雄 宮田愛子                                  | 千秋幸雄 宮田愛子                                  | 千秋幸雄 宮田愛子                     | 千秋幸雄 宮田愛子               | （放送なし）   |
| 2012.9.3 | 2013.3.29 | 巻山晃 宮田愛子                                    | 巻山晃 宮田愛子                                    | 千秋幸雄 宮田愛子                     | 千秋幸雄 宮田愛子               | （放送なし）   |
| 2013.4.1 | 2013.9.30 | 中村信仁 宮田愛子                                  | 巻山晃 宮田愛子                                    | 巻山晃 宮田愛子                       | 巻山晃 宮田愛子                 | （放送なし）   |
| 2013.10.1 | 2015.3.31 | 巻山晃 小山悠里                                    | 巻山晃 小山悠里                                    | 巻山晃 小山悠里                       | 中村信仁 宮田愛子               | （放送なし）   |
| 2015.4.1 | 2015.9.30 | 巻山晃 松原江里佳                                  | 巻山晃 松原江里佳                                  | 巻山晃 松原江里佳                     | 中村信仁 宮田愛子               | （放送なし）   |
| 2015.10.1 | 2016.3.31 | 巻山晃 小笠原舞子                                  | 巻山晃 小笠原舞子                                  | 永井公彦 林美玖                       | 永井公彦 林美玖                 | （放送なし）   |
| 2016.4.1 | 2016.9.30 | 和久井薫 小笠原舞子                                | 和久井薫 小笠原舞子                                | 吉川のりお 庄内沙希                   | 吉川のりお 庄内沙希             | （放送なし）   |
| 2016.10.3 | 2017.9.29 | 和久井薫 小笠原舞子                                | 和久井薫 小笠原舞子                                | 吉川のりお 渋谷奈々子                 | 吉川のりお 渋谷奈々子           | （放送なし）   |
| 2017.10.2 | 2018.9.28 | 和久井薫 大慈弥レイ                                | 和久井薫 大慈弥レイ                                | 吉川のりお 渋谷奈々子                 | 吉川のりお 渋谷奈々子           | （放送なし）   |
| 2018.10.1 | 2019.3.29 | 和久井薫 久保朱莉（隔週）6・8 西尾優希（隔週）7・8 | 和久井薫 久保朱莉（隔週）6・8 西尾優希（隔週）7・8 | 永井公彦 渋谷奈々子                   | 永井公彦 渋谷奈々子             | （放送なし）   |
| 2019.4.1 | 2020.10.2 | 和久井薫 谷口いくみ9                               | 和久井薫 谷口いくみ9                               | 永井公彦 渋谷奈々子                   | 永井公彦 渋谷奈々子             | （放送なし）   |
| 2020.10.5 | 2021.3.26 | 和久井薫 兼子真衣                                  | 和久井薫 兼子真衣                                  | 永井公彦 渋谷奈々子                   | 永井公彦 渋谷奈々子             | （放送なし）   |
| - 1パーソナリティシャッフル期間の1998.4.1は明石英一郎が代演。 - 2『オハヨー!土曜日』を兼務（喜瀬は2010.3まで）。 - 32006.10.24・25は工藤準基、26は明石英一郎が代演。 - 42006.10.27は木村洋二が代演。 - 52011.11.22は八木菜摘が代演。 - 62018.10.8から出演。 - 72018.10.1から出演。 - 8STV『どさんこワイド!!朝!』と週替わりで出演。 - 92019年4月から9月末までは谷口郁美名義で出演。 |           |                                                    |                                                    |                                       |                                 |                |

## コーナー・企画
最終期
- 早起きは三文の得
  - 毎日様々なプレゼントを提供。聴取率調査週間の期間中はグレードアップし、「早起きは百文の得」として放送する。
- オハヨー!スポーツ情報（7時30分頃）

「朝からファイターズ」とも称され、日本ハムファイターズの情報を中心のスポーツ情報コーナー。
- STVラジオショップ（7時40分頃）

ラジオショッピングコーナー。
- オハヨー!チェック・ザ・チェック（7時45分頃）

当日の朝刊紙から気になる記事をピックアップして紹介する。
- ちょっと聞き耳

その他、STVニュース、道路交通情報、天気予報が随時放送されるが5時30分 - 7時台までは、他の生ワイド番組のように日本道路交通情報センターや日本気象協会のスタッフが伝えるのではなく、スタジオのパーソナリティが伝える。
ネット番組
すべてニッポン放送からのネット受け。
- 6:40　ENEOSプレゼンツ あさナビ
- 7:10　お早う! ニュースネットワーク
- 7:25　羽田美智子のいってらっしゃい

番組内のショートジングル「オハヨー・ほっかいどう♪」は廃止されることなく使用され続けた。その他、巻山時代のタイトルコールは「朝から全開、巻山晃のオハヨー!ほっかいどう」を使用。また、オープニングの第一声は「全道の、そして全国の早起きの皆様、おはようございます」としていた。これはこの時間帯には北海道のみならず他地域でも遠距離受信が可能であり、各地からお便りが寄せられていたことに由来する。2014年4月からはradikoの有料エリアフリー配信により、昼夜を問わず他地域でもSTVラジオが聴取可能となっていることもあり、最後まで使用され続けた。

### 過去のコーナー
（出典：）
- ○月○日 北海道の空（1975年スタート時から）
- けさの焦点（1975年スタート時から）
- 北海道津々浦々（1975年スタート時から）
  - 地方トピックス
  - 追跡テレフォン
  - ランラン朝のアンケート
  - 毎日新聞トピックス
- ナウNOWミニ事典（1975年スタート時 - 1993年9月）
- 車とあなたのワンポイント （1975年スタート時）
- うつみみどりの二人で話せば （1975年スタート時）
- さわやかダイヤル - 道内及び本州方面の空港の天気・気温の状況、JR北海道の特急列車指定席の予約状況や運転状況、交通情報などを放送。JR北海道の情報はJR北海道の担当者が伝える。（1975年スタート時から1991年3月までは全日空の一社提供）
- 小さな朝の詩（1975年スタート時から）
- 日産フラッシュジャーナル → NISSANビジネスサポートトピックス （1975年スタート時から）
- 9時まで0分（1975年スタート時）
- 週刊誌あれこれ（土曜、1975年 - 1976年）
- レジャーガイド（土曜、1975年 - 1976年）
- おはよう外野席（1977年当時）
- プロ野球(秘)情報（1977年当時）
- さわやかコーナー（1977年当時）
- けさの話題から（1982年 - 1983年当時）
- 雑学アンテナ（1982年 - 1983年当時）
- ふれあいロータリー（1982年 - 1983年当時）
- 朝から何ですが（1982年 - 1983年当時）
- 北海道各駅停車（1982年 - 1983年当時）
- 道庁だより → スポット北海道
- オハヨー!リクエスト
- 梅丹ヘルシーモーニング（1987年5月18日 - 2009年3月31日）
- 7時・8時の空と歌
- 越智正典のスポーツエッセイ
- ナウNOWミニ事典（1993年9月まで）
- ズームアップ北海道
- JFマリンバンク海の天気予報（2009年10月 - 2019年3月29日）
- JT オハヨーかわら版[4]（1991年4月 - ）
- オハヨー!情報ランド（1993年4月 - ）
- 朝のドライブミニマップ（1993年10月 - ）
- TOSHIBA今朝1番（7:00 - 7:10、1994年4月 - 2002年9月）
- ロッテ僕の作文・私の作文
- ニュース・ザ・人間模様
- サントリー 朝から全開BOSSリクエスト（2005年9月まで）
- スポーツ人間模様
- 急ちゃんのワクワク芸能情報
- 愛のコレ・イイーダ
- 北海道大好き!〜バンザイ北の農業

## 番組テーマ曲
- 2016年4月2日
- オープニング

「Love's Theme」（演奏）Barry White's Love Unlimited Orchestra
- エンディング（2021年3月26日含む）

「MY ONLY FASCINATION」 CARAVELLI
2016年4月4日 - 2021年3月26日
- オープニング

「愛のテーマ (バリー・ホワイトの曲)」（演奏）ジェット・ストリーム・オーケストラ
- エンディング（リクエストプラザ オープニングへ継続 / 2021年3月25日まで）

「妖精達の朝」 山形由美

## 災害・有事の際の内容変更
- 2017年8月29日 - 当日午前5時58分頃、北朝鮮がミサイルを発射したことに伴う全国瞬時警報システム（Jアラート）が発令。この時点から緊急報道体制へ切り替わった。ミサイル自体は6時06分に北海道上空を通過し、6時14分ごろに太平洋上に落下したが、それ以降もも注意喚起などを行いつつ番組は進行。また、同年9月15日にも7:00頃に北朝鮮によるミサイル発射実験が行われたため、2017年8月29日と同様に番組内容を大幅に変更している。
- 2018年9月6日 - 当日午前3時08分、北海道胆振地方中東部を震源とする最大震度6強[注釈 1]の「北海道胆振東部地震」が発生。この時点ではニッポン放送から『乃木坂46 新内眞衣のオールナイトニッポン0(ZERO)』をネット受けしている最中であったが、6分後の3時14分に札幌のSTVラジオ本社スタジオから、当時、番組のスタンバイをしていた『オハヨー!ほっかいどう』の担当ディレクターが地震の速報を伝え、一旦番組に戻ったものの、3時17分から再びSTVからの地震情報に切り替わった。3時35分過ぎからニッポン放送のネットに戻り、この時点では上柳昌彦・吉田尚記両アナウンサーによって情報を届けている途中で、事実上飛び乗りとなった[注釈 2]が、3時38分をもって『オールナイトニッポン0(ZERO)』の放送を打ち切ったうえで、程なくして既にSTVに局入りして準備中だった当番組の木曜担当（当時）の吉川のりお・渋谷奈々子にバトンタッチし、STVテレビで放送されていた報道特別番組の音声を織り交ぜながら、緊急報道体制を敷いた。当日は、ニッポン放送制作の『お早う!ニュースネットワーク』枠以外のネット番組・コーナーは休止、CM枠も緊急報道体制に伴い、放送されなかった。